# Heybridge (Maldon)
Heybridge – wieś i civil parish w Anglii, w hrabstwie Essex, w dystrykcie Maldon. Leży 15 km na wschód od miasta Chelmsford i 63 km na północny wschód od Londynu. W 2011 roku civil parish liczyła 8175 mieszkańców. Heybridge jest wspomniana w Domesday Book (1086) jako Tidwoldituna.